# لمین گاساما
لمین گاساما (فرانسوی: Lamine Gassama‎؛ زادهٔ ۲۰ اکتبر ۱۹۸۹) بازیکن فوتبال اهل فرانسه است.
از باشگاه‌هایی که در آن بازی کرده‌است می‌توان به لیون، لوریان و آلانیا اسپور اشاره کرد.
وی همچنین در تیم ملی فوتبال سنگال بازی کرده‌است.